# Jared Cannonier
Jared Cannonier (Dallas, 16 marzo 1984) è un artista marziale misto statunitense.
Combatte nella divisione dei pesi medi per l'organizzazione statunitense UFC.

## Biografia
Jared Cannonier, nel corso della sua attività agonistica, ha mutato più di una volta le categorie di peso in cui gareggiava, passando dai pesi mediomassimi, ai pesi massimi, sino a giungere ai pesi medi.

## Risultati nelle arti marziali miste
| Risultato | Record | Avversario         | Metodo                              | Evento                                               | Data              | Round | Tempo           | Città                          | Note                                              |
| --------- | ------ | ------------------ | ----------------------------------- | ---------------------------------------------------- | ----------------- | ----- | --------------- | ------------------------------ | ------------------------------------------------- |
| Vittoria  | 18-8   | Gregory Rodrigues  | KO tecnico (pugni)                  | UFC Fight Night: Cannonier vs. Rodrigues             | 15 febbraio 2025  | 4     | 0:21            | Las Vegas, Stati Uniti         | Fight of the Night                                |
| Sconfitta | 17-8   | Caio Borralho      | Decisione (unanime)                 | UFC on ESPN: Cannonier vs. Borralho                  | 24 agosto 2024    | 5     | 5:00            | Las Vegas, Stati Uniti         | Fight of the Night                                |
| Sconfitta | 17-7   | Nassourdine Imavov | KO tecnico (pugni)                  | UFC on ESPN: Cannonier vs. Imavov                    | 8 giugno 2024     | 4     | 1:34            | Louisville, Stati Uniti        |                                                   |
| Vittoria  | 17-6   | Marvin Vettori     | Decisione (unanime)                 | UFC on ESPN: Vettori vs. Cannonier                   | 17 giugno 2023    | 5     | 5:00            | Las Vegas, Stati Uniti         | Fight of the Night                                |
| Vittoria  | 16-6   | Sean Strickland    | Decisione (non unanime)             | UFC Fight Night: Cannonier vs. Strickland            | 17 dicembre 2022  | 5     | 5:00            | Las Vegas, Stati Uniti         |                                                   |
| Sconfitta | 15-6   | Israel Adesanya    | Decisione (unanime)                 | UFC 276                                              | 2 luglio 2022     | 5     | 5:00            | Las Vegas, Stati Uniti         | Per il titolo dei pesi medi UFC                   |
| Vittoria  | 15-5   | Derek Brunson      | KO (gomitate)                       | UFC 271                                              | 12 febbraio 2022  | 2     | 4:29            | Houston, Stati Uniti           | Performance of the Night                          |
| Vittoria  | 14-5   | Kelvin Gastelum    | Decisione (unanime)                 | UFC on ESPN: Cannonier vs. Gastelum                  | 21 agosto 2021    | 5     | 5:00            | Las Vegas, Stati Uniti         |                                                   |
| Sconfitta | 13-5   | Robert Whittaker   | Decisione (unanime)                 | UFC 254                                              | 24 ottobre 2020   | 3     | 5:00            | Abu Dhabi, Emirati Arabi Uniti |                                                   |
| Vittoria  | 13-4   | Jack Hermansson    | KO tecnico (pugni)                  | UFC Fight Night: Hermansson vs. Cannonier            | 28 settembre 2019 | 2     | 0:27            | Copenaghen, Danimarca          | Performance of the Night                          |
| Vittoria  | 12-4   | Anderson Silva     | KO tecnico (calcio alla gamba)      | UFC 237                                              | 11 maggio 2019    | 1     | 4:47            | Rio de Janeiro, Brasile        |                                                   |
| Vittoria  | 11-4   | David Branch       | KO tecnico (pugni)                  | UFC 230                                              | 3 novembre 2018   | 2     | 0:39            | New York, Stati Uniti          | Debutto nei pesi medi. Performance of the Night   |
| Sconfitta | 10-4   | Dominick Reyes     | KO tecnico (pugni)                  | UFC Fight Night: Maia vs. Usman                      | 19 maggio 2018    | 1     | 2:55            | Santiago, Cile                 |                                                   |
| Sconfitta | 10-3   | Jan Błachowicz     | Decisione (unanime)                 | UFC on Fox: Lawler vs. dos Anjos                     | 16 dicembre 2017  | 3     | 5:00            | Winnipeg, Canada               |                                                   |
| Vittoria  | 10-2   | Nick Roehrick      | KO tecnico (gomitate)               | The Ultimate Fighter: Redemption Finale              | 7 luglio 2017     | 3     | 2:08            | Las Vegas, Stati Uniti         |                                                   |
| Sconfitta | 9-2    | Glover Teixeira    | Decisione (unanime)                 | UFC 208                                              | 11 febbraio 2017  | 3     | 5:00            | New York, Stati Uniti          |                                                   |
| Vittoria  | 9-1    | Ion Cuțelaba       | Decisione (unanime)                 | The Ultimate Fighter: Tournament of Champions Finale | 3 dicembre 2016   | 3     | 5:00            | Las Vegas, Stati Uniti         | Debutto nei Pesi mediomassimi. Fight of the Night |
| Vittoria  | 8-1    | Cyril Asker        | KO (pugni e gomitate)               | UFC Fight Night: Rothwell vs. dos Santos             | 10 aprile 2016    | 1     | 2:44            | Zagabria, Croazia              | Performance of the Night                          |
| Sconfitta | 7-1    | Shawn Jordan       | KO (pugni)                          | UFC 182                                              | 3 gennaio 2015    | 1     | 2:57            | Las Vegas, Stati Uniti         |                                                   |
| Vittoria  | 7-0    | Tony Lopez         | Decisione (non unanime)             | Alaska Fighting Championship 104                     | 22 gennaio 2014   | 5     | 5:00            | Anchorage, Stati Uniti         |                                                   |
| Vittoria  | 6-0    | Jermaine Haughton  | KO tecnico (pugni)                  | Alaska Fighting Championship 102                     | 16 ottobre 2013   | 1     | 1:50            | Anchorage, Stati Uniti         |                                                   |
| Vittoria  | 5-0    | Stephen Waalkes    | Sottomissione (rear-naked choke)    | AK Entertainment: Tuesday Night Fights               | 30 aprile 2013    | 2     | 2:02            | Wasilla, Stati Uniti           |                                                   |
| Vittoria  | 4-0    | Joshua Ofiu        | KO tecnico (pugni)                  | Alaska Fighting Championship 97                      | 13 febbraio 2013  | 1     | 2:56            | Anchorage, Stati Uniti         |                                                   |
| Vittoria  | 3-0    | Matt Herringshaw   | KO tecnico (sottomissione ai pugni) | Alaska Cage Fighting: Tribute to Veterans            | 28 ottobre 2011   | 1     | 0:29            | Fairbanks, Stati Uniti         |                                                   |
| Vittoria  | 2-0    | Jason Coomes       | Sottomissione (armbar)              | Alaska Fighting Championship 85                      | 12 ottobre 2011   | 1     | 0:46            | Anchorage, Stati Uniti         |                                                   |
| Vittoria  | 1-0    | Alton Prince       | KO tecnico (pugni)                  | Midnight Sun Mayhem 1                                | 19 giugno 2011    | 1     | non disponibile | Anchorage, Stati Uniti         |                                                   |